# Corythaica carinata
Corythaica carinata är en insektsart som beskrevs av Philip Reese Uhler 1894. Corythaica carinata ingår i släktet Corythaica och familjen nätskinnbaggar. Inga underarter finns listade i Catalogue of Life.